# Madison West High School
 (juin 2025).
La mise en forme du texte ne suit pas les recommandations de Wikipédia : il faut le « wikifier ».
Les points d'amélioration suivants sont les cas les plus fréquents. Le détail des points à revoir est peut-être précisé sur la page de discussion.
- Les titres sont pré-formatés par le logiciel. Ils ne sont ni en capitales, ni en gras.
- Le texte ne doit pas être écrit en capitales (les noms de famille non plus), ni en gras, ni en italique, ni en « petit »…
- Le gras n'est utilisé que pour surligner le titre de l'article dans l'introduction, une seule fois.
- L'italique est rarement utilisé : mots en langue étrangère, titres d'œuvres, noms de bateaux, etc.
- Les citations ne sont pas en italique mais en corps de texte normal. Elles sont entourées par des guillemets français : « et ».
- Les listes à puces sont à éviter, des paragraphes rédigés étant largement préférés. Les tableaux sont à réserver à la présentation de données structurées (résultats, etc.).
- Les appels de note de bas de page (petits chiffres en exposant, introduits par l'outil «  Source ») sont à placer entre la fin de phrase et le point final[comme ça].
- Les liens internes (vers d'autres articles de Wikipédia) sont à choisir avec parcimonie. Créez des liens vers des articles approfondissant le sujet. Les termes génériques sans rapport avec le sujet sont à éviter, ainsi que les répétitions de liens vers un même terme.
- Les liens externes sont à placer uniquement dans une section « Liens externes », à la fin de l'article. Ces liens sont à choisir avec parcimonie suivant les règles définies. Si un lien sert de source à l'article, son insertion dans le texte est à faire par les notes de bas de page.
- La présentation des références doit suivre les conventions bibliographiques. Il est recommandé d'utiliser les modèles {{Ouvrage}}, {{Chapitre}}, {{Article}}, {{Lien web}} et/ou {{Bibliographie}}. Le mode d'édition visuel peut mettre en forme automatiquement les références.
- Insérer une infobox (cadre d'informations à droite) n'est pas obligatoire pour parachever la mise en page.

Pour une aide détaillée, merci de consulter Aide:Wikification.
Si vous pensez que ces points ont été résolus, vous pouvez retirer ce bandeau et améliorer la mise en forme d'un autre article.
Madison West High School est un lycée public de la 9e à la 12e année à Madison, dans le Wisconsin, géré par le Madison Metropolitan School District (MMSD). L'école a été fondée en 1930. C'est l'un des cinq lycées du MMSD et accueille des élèves de trois municipalités : Madison, Shorewood Hills et Fitchburg .
Située à proximité de l'Université du Wisconsin-Madison et du Capitole de l'État, la West High School a été classée comme dépassant largement les attentes sur le bulletin scolaire 2018-2019 du Département de l'instruction publique du Wisconsin. Ses équipes d'athlétisme, les Regents, participent à la conférence WIAA Big Eight . À plusieurs reprises, le lycée West a eu plus de demi-finalistes de la bourse nationale du mérite que tout autre lycée du Wisconsin.
Le district scolaire dispose d'un conseil d'administration de représentants fidèles à la gauche, et l'école a été confrontée à des controverses, des litiges et des critiques fédérales sur des questions intenses de guerre culturelle de 2019 à 2025,,,,,,.

## Académique

### Classement
Madison West High School est classé n° 997 au niveau national, n° 24 dans le Wisconsin et n° 1 dans le Madison Metropolitan School District (MMSD) par le classement 2025 des meilleurs lycées de US News & World Report. Le ratio élèves/enseignant est de 17:1, supérieur à la moyenne américaine de 15,4:1.

### Offres de Advanced Placement (AP)
Madison West propose 24 des 38 cours AP, ce qui est supérieur à la moyenne nationale de 10 des écoles de la 9e à la 12e année
Les cours de placement avancé de Madison West comprennent la langue et la culture françaises, la langue et la culture espagnoles, la littérature et la culture espagnoles, la langue et la culture allemandes, le gouvernement et la politique des États-Unis, l'histoire des États-Unis, l'histoire du monde, les statistiques, le précalcul, le calcul AB, le calcul BC, les principes de l'informatique, l'informatique A, la physique 2, la chimie, la biologie, les sciences de l'environnement et la théorie musicale.

## Activités Parascolaires (club classé par ordre alphabétique)
Madison West High School propose 101 organisations et activités parascolaires, ainsi que 21 sports interscolaires. Avec des clubs académiques compétitifs de premier plan qui ont de solides antécédents dans les tournois locaux, étatiques, nationaux et certains tournois internationaux :
- DECA (anciennement Distributive Education Clubs of America)
- Procès simulé
- Équipe de mathématiques (propose des examens pour AMC 8, AMC 10, AMC 12, AIME, USAMO/USAJMO et IMO)
- National Speech &amp; Debate Association (NSDA) : l'équipe médico-légale et l'équipe de débat sont des clubs distincts sous la NSDA
- Défi américain de fusées : Rocket Club
- Olympiade des sciences

### Équipe de Mathématiques
L'équipe de mathématiques de Madison West a remporté la première place lors de la compétition de mathématiques de l'État de 2015. En 2016, ils ont remporté la première place au concours de mathématiques de l'État, à la Wisconsin Math League, et à l'International Online "Purple Comet! Math Meet" pour le Wisconsin (20e aux États-Unis).

### Rocket Club
Le Madison West Rocket Club a été créé en 2003. En 2009, 2012 et 2019, il s'est classé premier lors de la finale nationale de l' American Rocketry Challenge (TARC),,. En 2020, le club a soumis une proposition au concours de subventions commémoratives Ken Sousa pour étudier les effets des vols spatiaux sur les organismes en envoyant des moisissures visqueuses en vol suborbital. Le club a terminé le projet Ariane, soumettant la moisissure visqueuse au stress d'un vol suborbital et étudiant sa capacité à résoudre des labyrinthes et à développer des voies en compétition dans le cadre du NASA Student Launch Challenge 2020. Le club est actuellement[Quand ?] ils travaillent sur l' American Rocketry Challenge et Rockets For Schools, où ils se classent régulièrement en finale.

### Olympiade des Sciences
L'équipe de l'Olympiade scientifique de Madison West a débuté en 1985. L'équipe de l'Ouest s'est classée dans le top 10 du tournoi national pendant trois années consécutives de 1989 à 1991, se classant 2e en 1989. L'équipe a également terminé première du tournoi d'État en 2012 et 2013. De 1989 à 2019, l'équipe de Madison West a remporté le championnat d'État 19 fois, s'est classée deuxième 15 fois et a été invitée au tournoi national 24 fois.

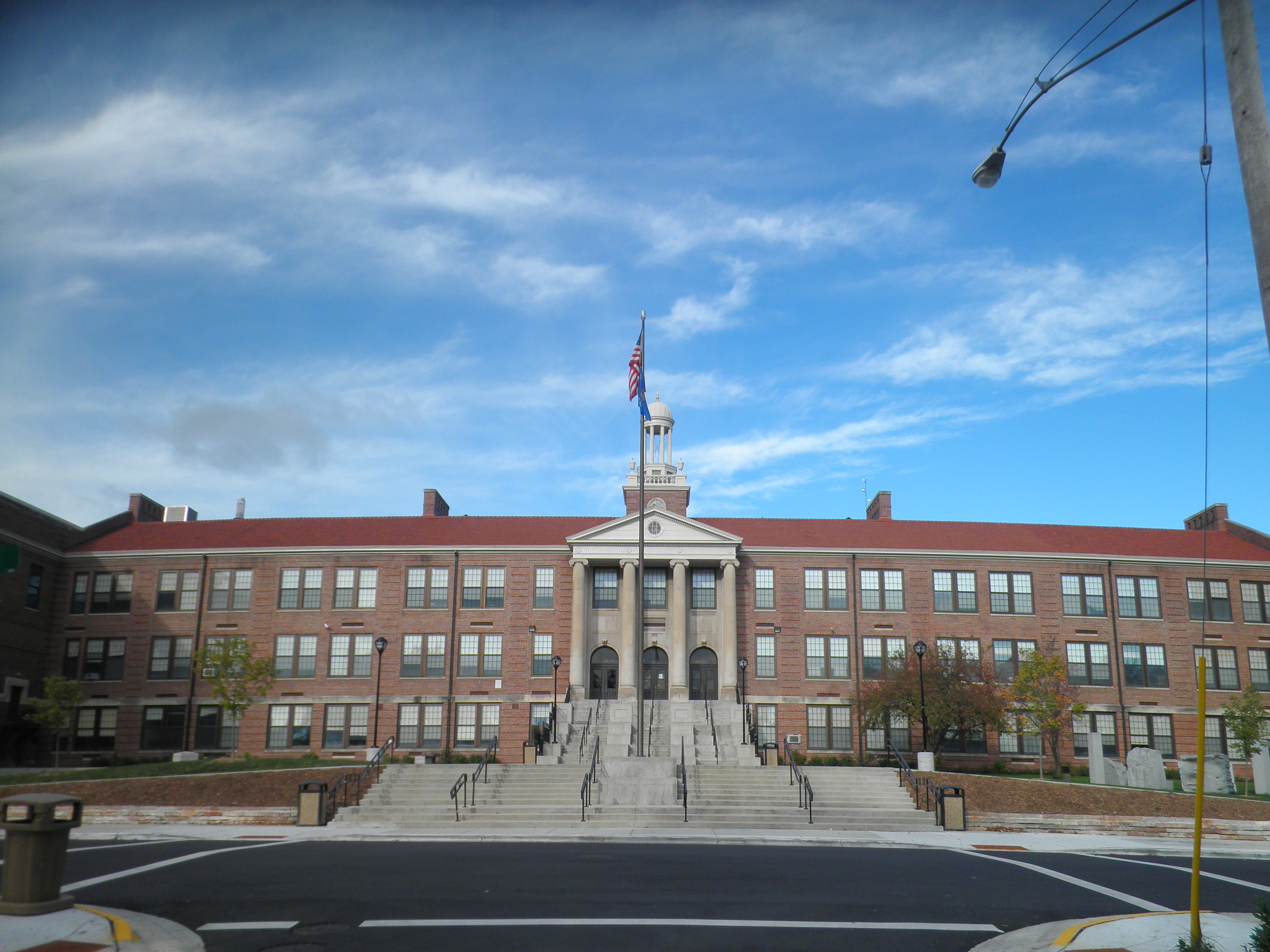
L'entrée de la rue Ash du lycée Madison West

## Athlétisme
Les équipes sportives de Madison West sont connues sous le nom de Regents et participent à la conférence Big Eight de la Wisconsin Interscholastic Athletic Association . Les Regents ont remporté un record de 92 championnats d'État WIAA.
| Sport                          | Années)                                                                    |
| ------------------------------ | -------------------------------------------------------------------------- |
| Base-ball                      | 1952                                                                       |
| Basket-ball (garçons)          | 1945, 1992                                                                 |
| Basket-ball (filles)           | 1976, 1982                                                                 |
| Cross-country (garçons)        | 1947, 1951, 1955, 1963, 2004, 2012, 2014, 2016                             |
| Football                       | 1977                                                                       |
| Golf (garçons)                 | 1934-1936, 1949, 1956, 1957, 1960-1962, 1966, 1967, 1976, 1987, 1988, 1995 |
| Golf (filles)                  | 1972–1976                                                                  |
| Gymnastique (filles)           | 1987                                                                       |
| Hockey (garçons)               | 1983                                                                       |
| Rugby (garçons; Division 3)    | 2018                                                                       |
| Football (garçons)             | 1984, 1987, 1988                                                           |
| Football (filles)              | 1988, 1991, 1999, 2000, 2012                                               |
| Softball                       | 1976                                                                       |
| Natation et plongeon (garçons) | 1977-1979, 1982-1985, 1987-1991, 1993, 2018, 2019                          |
| Natation et plongeon (filles)  | 1973, 1977, 1980-1983, 1986, 1989, 1990-1992, 1999                         |
| Athlétisme (garçons)           | 1942, 1944, 1948, 1951-1953, 1956, 1964                                    |
| Athlétisme (filles)            | 1974, 1975, 1980–1982, 1985                                                |
| Volley-ball (garçons)          | 1947                                                                       |
| Lutte                          | 1965                                                                       |

## Principaux Événements de L'école

### 1924-1930: Fondation
Fondée en 1930, la Madison West High School a débuté comme un collège avant de devenir un lycée de quatre ans dans les années 1960. Le bâtiment est un exemple d'architecture néogothique collégiale, avec des arcs brisés, des pierres apparentes et des détails ornementaux.
Au moment de sa construction, l'école était située à l'extrémité ouest de Madison, ce qui lui a donné son nom. Au début du 20e siècle, le seul lycée public de Madison était situé au centre-ville, sur l'isthme. Une deuxième école, East High School, a ouvert ses portes en 1924 à l'extrême est. Alors que les quartiers occidentaux tels que Nakoma, Wingra Park et Westmorland se développaient, le conseil scolaire a choisi la ferme Carpenter sur Regent Street pour une nouvelle école secondaire. Le site, bordé par Highland Avenue aux limites de la ville, était controversé. Le 22 avril 1924, le Capital Times rapportait que le membre du conseil d'administration EE Brossard s'opposait à l'emplacement, invoquant des inquiétudes selon lesquelles Madison ne s'étendrait pas suffisamment à l'ouest pour que le site soit considéré comme central.

### 1939-1945: Seconde Guerre mondiale
Cinquante-sept anciens élèves des classes de 1931 à 1944 sont reconnus comme anciens élèves de la Gold Star, ayant fait leur sacrifice au service militaire pour les États-Unis pendant la Seconde Guerre mondiale. Leurs noms sont inscrits sur un mur commémoratif à l'entrée sud de l'école, sous un drapeau américain triangulaire à 13 plis.

### 2020-2024: Rénovation
En 2020, les électeurs de Madison ont approuvé un référendum de 317 millions de dollars pour améliorer les installations scolaires dans tout le district. Dans le cadre de ce plan, d'importants travaux de rénovation ont commencé à West High à l'été 2022 et ont été achevés à l'automne 2024.
Ces rénovations visaient à remédier au surpeuplement et à accueillir une population étudiante prévue de 2 200, comme l'indique une évaluation des installations réalisée en 2019 par Zimmerman Architectural Studios, Inc.
Entre 2022 et 2024, les inscriptions à West High ont augmenté de manière significative, contribuant aux problèmes de surpopulation.
La rénovation comprenait une nouvelle piscine et une salle de sport avec des vestiaires rénovés, de nouvelles salles de classe et salles d'équipe, ainsi que des installations intégrées de lutte et de musculation. D'autres ajouts comprennent un centre multimédia de bibliothèque, des laboratoires scientifiques agrandis, un centre d'accueil et un ajout d'accessibilité de quatre étages pour relier tous les niveaux scolaires.

### 2020–2022: Changements académiques et politiques
En 2020, le Madison Metropolitan School District (MMSD) a mis en œuvre une politique fixant à 50 % la note minimale pour les devoirs, y compris ceux qui n'ont pas été soumis. Les critiques ont exprimé des inquiétudes quant à l’inflation des notes et à ses effets sur la préparation académique.
Les performances scolaires du lycée Madison West ont diminué depuis l'année scolaire 2018-2019, certains attribuant cette baisse à des facteurs tels que la pandémie de COVID-19, les changements dans la politique du district et l'évolution de la dynamique culturelle. De 2021 à 2024, le conseil scolaire du MMSD a envisagé de supprimer les cours d'honneur, bien que la proposition n'ait pas été adoptée suite à une forte opposition de la communauté. En 2024, West High se classe au-dessus d'une seule autre école de district du comté de Dane en termes de performances académiques globales.
Questions juridiques et culturelles
En octobre 2019, un assistant de sécurité a été licencié après avoir proféré une insulte raciale alors qu'il conseillait à un étudiant de ne pas l'utiliser. L'incident a provoqué des protestations étudiantes et le membre du personnel a ensuite été réintégré.
En avril 2021, le Wisconsin Institute for Law & Liberty (WILL) a envoyé une lettre aux administrateurs du lycée Madison West concernant une violation potentielle du Civil Rights Act de 1964 . Cela fait suite aux discussions virtuelles de l'école sur la race, où les étudiants ont été divisés en groupes pour les « étudiants blancs » et les « étudiants de couleur », selon les courriels de l'école.
En février 2020, WILL a poursuivi MMSD au nom des parents contestant une politique de 2018 qui permettait aux élèves de changer leur identité de genre à l'école sans le consentement ni la notification des parents. En septembre 2020, le juge Frank Remington a émis une injonction contre cette politique du MMSD. En janvier 2022, le Wisconsin a entendu cette affaire, mais elle a été rejetée après que les plaignants ont retiré leur enfant du district, perdant ainsi leur compétence,.

### 2025-présent: Intervention et critiques fédérales
En janvier 2025, l' administration Trump a publié le décret 14190, intitulé « Mettre fin à l'endoctrinement radical dans l'enseignement primaire et secondaire », qui interdit l'utilisation de fonds fédéraux pour « des traitements et un endoctrinement illégaux et discriminatoires dans les écoles primaires et secondaires ». La fiche d'information qui l'accompagnait citait le district scolaire métropolitain de Madison comme exemple des politiques que le décret cherche à aborder. West High School fait partie du district scolaire métropolitain de Madison (MMSD). Le MMSD exerce un contrôle étendu sur ses opérations et sa gestion.

## Archives historiques
Le lycée Madison West, en partenariat avec Advantage Archives, a numérisé ses 2 414 pages du West High Times (1930-1962) et ses 14 105 pages d'annuaires (1933-2020).

## Anciens élèves notables
(juin 2025).
Le contenu est difficilement compréhensible vu les erreurs de traduction, qui sont peut-être dues à l'utilisation d'un logiciel de traduction automatique.
- Jim Bakken – former NFL placekicker, St. Louis Cardinals
- Drake Baldwin – MLB catcher
- Tammy Baldwin – U.S. representative and U.S. senator[41]
- Carol A. Buettner – Wisconsin state senator
- Alex Compton – former Philippine Basketball Association player and head coach
- Jeff Conrad – drummer for the band Phantom Planet
- Jim Doyle, class of 1963 – 44th governor of Wisconsin[42]
- Reece Gaines – former NBA guard, Orlando Magic, Houston Rockets, Milwaukee Bucks[43]
- Alexander Gee Jr – founder of Nehemiah Ministries, Justified Anger, and the Center for Black Excellence and Culture[44]
- Alexander R. Grant – Wisconsin state representative
- Beth Heiden – Olympic bronze medalist speed skater in the 1980 Winter Olympic Games; professional cyclist
- Eric Heiden – Olympic gold medalist speed skater at the 1980 Winter Olympic Games; professional cyclist
- Phil Hellmuth – professional poker player[45]
- Dan Immerfall – Olympic speed skater 1976 Winter Olympic Games, 1980 Winter Olympic Games
- Daniel Kane – mathematician; Morgan Prize (2007), Putnam Fellow (2003–2006)
- Peter Koechley – co-founder of Upworthy[46]
- Fred Lerdahl – composer and music theorist
- Awonder Liang – chess player, third youngest American to qualify for the title of Grandmaster[47]
- Barbara Lorman – Wisconsin state senator
- Denny Love – actor[48]
- David Maraniss – journalist and author
- K. T. McFarland – deputy national security advisor
- Dalia Mogahed – Director of Research at the Institute for Social Policy and Understanding
- Ward Moorehouse – anti-corporate activist, publisher
- Jay Mortenson – Olympic gold medalist in swimming in 1988
- Cyrus Nowrasteh – filmmaker
- Sarayu Rao – actress
- John Reynolds – actor and writer[49]
- Sarah T. Roberts – researcher
- David L. Rose – business executive
- Leo Sidran – musician
- Charles P. Smith – Wisconsin state treasurer
- John Stamstad – bike racer and trail runner, member of the Mountain Bike Hall of Fame
- Scott Stantis – editorial cartoonist for The Chicago Tribune and creator of the comic strips The Buckets and Prickly City
- Tim Stracka – former NFL tight end, Cleveland Browns
- Mike Sui – actor
- Chris Tallman – actor
- Donnel Thompson – former NFL linebacker, Pittsburgh Steelers, Indianapolis Colts
- Tim Van Galder – former NFL quarterback, St. Louis Cardinals
- Stu Voigt – former NFL tight end, Minnesota Vikings
- J.D. Walsh – actor[50]
- Marc Webb – film director
- Bob Whitsitt – general manager of the Portland Trail Blazers and the Seattle SuperSonics in the NBA; the Seattle Seahawks in the NFL
- Ben Wikler – chair of the Democratic Party of Wisconsin